# Trikotniško kvadratno število
Trikotniško kvadratno število je v matematiki število, ki je hkrati trikotniško in kvadratno število (popolni kvadrat). Obstaja neskončno mnogo trikotniških kvadratov. Ti so dani z enačbo:
{\displaystyle N_{k}={1 \over 32}\left(\left(1+{\sqrt {2}}\right)^{2k}-\left(1-{\sqrt {2}}\right)^{2k}\right)^{2}.}
k-ti trikotniški kvadrat Nk je enak s-temu kvadratnemu številu in t-jevemu trikotniškemu številu, tako da velja:
{\displaystyle s(N)={\sqrt {N}}},
{\displaystyle t(N)=\lfloor {\sqrt {2N}}\rfloor .}
t je dan z enačbo:
{\displaystyle t(N_{k})={1 \over 4}\left[\left(\left(1+{\sqrt {2}}\right)^{k}+\left(1-{\sqrt {2}}\right)^{k}\right)^{2}-\left(1+(-1)^{k}\right)^{2}\right]}.
Trikotniška kvadratna števila lahko določimo tudi rekurzivno:
{\displaystyle N_{k}=\left\{{\begin{matrix}0;\qquad \qquad \qquad \qquad \,&&k=0;\ \ \,\\1;\qquad \qquad \qquad \qquad \,&&k=1;\ \ \,\\34\,N_{k-1}-N_{k-2}+2;&&{\mbox{sicer.}}\end{matrix}}\right.}
Prva trikotniška kvadratna števila so (OEIS A001110):
(0), 1, 36, 1225, 41616, 1413721, 48024900, 1631432881, 55420693056, ...
Ko se k veča, se razmerje t/s približuje kvadratnemu korenu od 2:
{\displaystyle {\begin{matrix}N=1&s=1&t=1&t/s=1\\N=36&s=6&t=8&t/s=1.3333333\\N=1225&s=35&t=49&t/s=1.4\\N=41616&s=204&t=288&t/s=1.4117647\\N=1,413,721&s=1189&t=1681&t/s=1.4137931\\N=48,024,900&s=6930&t=9800&t/s=1.4141414\\N=1,631,432,881&s=40391&t=57121&t/s=1.4142011\end{matrix}}}